# ヴェスナ・ジュリシッチ
ヴェスナ・チタコヴィッチ＝ジュリシッチ（Весна Читаковић-Ђуришић, Vesna Čitaković-Đurišić, 1979年2月3日 - ）は、セルビアの元女子バレーボール選手。
ウジツェ（当時はユーゴスラビア社会主義連邦共和国）出身。ポジションはミドルブロッカー。元セルビア代表キャプテン。

## 来歴
セルビア代表で活躍するミドルブロッカー。チームのムードメーカーであり、主将としてチームを牽引した2006年世界選手権では、ブロックランキングはチーム1位で全選手中6位の成績を修め、銅メダル獲得に貢献した。

## 人物
- モンテネグロのサッカー選手ドゥシュコ・ジュリシッチと結婚している。
- 国際大会メディアでは旧姓をツィタコビッチ[1]と呼称や表記したが、CにČハーチェクが付いている為、チタコビッチが正しい。

## 球歴
- オリンピック - 2008年（5位）
- 世界選手権 - 2006年（銅メダル）
- 欧州選手権 - 2007年（準優勝）

## 所属クラブ
- Jedinstvo Užice （1997-2002年）
- バレー・モデナ （2002-2003年）
- USC Münster （2003-2005年）
- Ranana （2005-2006年）
- エジザージュバシュ （2006-2009年）
- ディナモ・ブカレスト （2009年）
- GSOヴィッラ・コルテーゼ （2009-2010年 ）
- ガラタサライ （2010-2011年）
- ムシニアンカ・ファクロ・ムシナ（2011-2012年）
- インペル・ヴロツワフ（2012-2013年）
- Çanakkale Belediyespor（2013-2014年）
- ベシクタシュ（2013-2014年）
- Jakarta Popsivo polwan（2014-2015年）
- Crvena Zvezda（2015年）
- バレー・ベルガモ（2015-2016年）